# Mike Mazurki
Mike Mazurki est un acteur américain, né Mikhaïl Mazurwski à Ternopil (Ukraine ; alors Tarnopol, Autriche-Hongrie) le 25 décembre 1907, mort à Glendale (Californie, États-Unis) le 9 décembre 1990.

## Biographie
Né dans l'empire d'Autriche-Hongrie, sa famille émigre aux États-Unis alors qu'il a six ans. Sous le nom américanisé de Mike Mazurki, il débute véritablement au cinéma en 1941 (ses deux premières apparitions, dans deux petits rôles non crédités, remontent à 1934 et 1935), dans Shangaï. En tout, il collabore à une centaine de films américains. Fait particulier, à quarante-cinq ans d'intervalle, il participe à deux films mettant en vedette le détective Dick Tracy, en 1945 (second rôle principal d'un tueur balafré, dans Dick Tracy), puis en 1990 (un petit rôle, dans son avant-dernier film, également titré Dick Tracy, de et avec Warren Beatty).
À la télévision, il joue dans quatre téléfilms et des séries, de 1952 à 1983.

## Filmographie partielle

### Au cinéma
- 1941 : Shanghaï (The Shanghai Gesture) de Josef von Sternberg
- 1942 : The Moon and Sixpence d'Albert Lewin
- 1942 : Gentleman Jim de Raoul Walsh
- 1943 : Taxi, Mister de Kurt Neumann
- 1943 : Mission à Moscou (Mission to Moscow) de Michael Curtiz
- 1943 : Face au soleil levant (Behind the Rising Sun) d'Edward Dmytryk
- 1943 : La Bête (Whistling in Brooklyn) de S. Sylvan Simon
- 1943 : Deux Nigauds dans le foin (It Ain't Hay) d'Erle C. Kenton (non crédité)
- 1944 : Adieu, ma belle (Murder, My Sweet) d'Edward Dmytryk
- 1944 : Le Juré disparu (The Missing Juror) de Oscar Boetticher Jr.
- 1945 : Dick Tracy de William Berke
- 1945 : La Femme du pionnier (Dakota) de Joseph Kane
- 1945 : Pavillon noir (The Spanish Main) de Frank Borzage
- 1945 : The Horn Blows at Midnight de Raoul Walsh
- 1947 : Le Charlatan (Nightmare Alley) d'Edmund Goulding
- 1947 : Sinbad le marin (Sinbad the Sailor) de Richard Wallace
- 1947 : Les Conquérants d'un nouveau monde (Unconquered) de Cecil B. DeMille
- 1948 : L'Homme aux abois (I walk alone) de Byron Haskin
- 1948 : Du sang dans la sierra (Relentless) de George Sherman
- 1949 : Les Sœurs casse-cou (Come to the Stable) d'Henry Koster
- 1949 : La Fille de Neptune (Neptune's Daughter) d'Edward Buzzell
- 1949 : La Corde de sable (Rope of Sand) de William Dieterle
- 1949 : Samson et Dalila (Samson and Delilah) de Cecil B. DeMille
- 1950 : Les Forbans de la nuit (Night and the City) de Jules Dassin
- 1950 : La Main qui venge (Dark City) de William Dieterle
- 1951 : Dix de la légion (Ten Tall Men) de Willis Goldbeck
- 1951 : Espionne de mon cœur (My Favorite Spy) de Norman Z. McLeod
- 1952 : Miracle à Tunis (The Light Touch) de Richard Brooks
- 1954 : L'Égyptien (The Egyptian) de Michael Curtiz
- 1955 : Davy Crockett, roi des trappeurs (Davy Crockett, King of the Wild Frontier) de Norman Foster
- 1955 : New York confidentiel (New York Confidential) de Russell Rouse
- 1955 : L'Étranger au paradis (Kismet) de Vincente Minnelli
- 1955 : L'Allée sanglante (Blood Alley) de William A. Wellman
- 1955 : Sur les docks (New Orleans Uncensored) de William Castle
- 1956 : Comanche de George Sherman
- 1956 : Man in the Vault d'Andrew V. McLaglen
- 1957 : Le Tour du monde en quatre-vingts jours (Around the World in 80 Days) de Michael Anderson
- 1957 : Hell Ship Mutiny de Lee Sholem et Elmo Williams
- 1958 : Les Boucaniers (The Buccaneer) d'Anthony Quinn
- 1959 : Certains l'aiment chaud (Some Like It Hot) de Billy Wilder
- 1960 : Voulez-vous pêcher avec moi ? (The Facts of Life) de Melvin Frank
- 1961 : Le Zinzin d'Hollywood (The Errand Boy) de Jerry Lewis
- 1961 : Milliardaire pour un jour (Pocketful of Miracles) de Frank Capra
- 1962 : Cinq Semaines en ballon (Five Weeks in a Balloon) d'Irwin Allen
- 1962 : Zotz! de William Castle
- 1963 : La Taverne de l'Irlandais (Donovan's Reef) de John Ford
- 1963 : Un monde fou, fou, fou, fou (It's a Mad Mad Mad Mad World) de Stanley Kramer
- 1963 : Quatre du Texas (4 for Texas) de Robert Aldrich
- 1964 : Les Cheyennes (Cheyenne Autumn) de John Ford
- 1966 : Frontière chinoise (7 Women) de John Ford
- 1967 : L'Honorable Griffin (The Adventures of Bullwhip Griffin) de James Neilson
- 1976 : Won Ton Ton, le chien qui sauva Hollywood (Won Ton Ton, the Dog who saved Hollywood) de Michael Winner
- 1978 : La Magie de Lassie (The Magic of Lassie) de Don Chaffey
- 1987 : Cheeseburger film sandwich (Amazon Women on the Moon), film à sketches, segment Reckless Young de Joe Dante
- 1990 : Dick Tracy de Warren Beatty

### À la télévision (séries)
- 1955 : Le Monde merveilleux de Disney (The Wonderful World of Disney ou Disneyland)
  - Saison 1, épisode 14 Davy Crockett goes to Congress de Norman Foster
- 1956 : Mon amie Flicka (My Friend Flicka)
  - Saison unique, épisode 32 Le Champion (The Old Champ) de John English
- 1959-1962 : Première série Les Incorruptibles (The Untouchables)
  - Saison 1, épisode 8 Le Roi de l'artichaut (The Artichoke King, 1959)
  - Saison 3, épisode 21 La Loi du plus fort (Man in the Middle, 1962) de Bernard L. Kowalski
- 1963-1964 : Première série Perry Mason
  - Saison 7, épisode 4 The Case of the Deadly Verdict (1963)
  - Saison 8, épisode 1 The Case of the Missing Button (1964) de Richard Donner
- 1964 : La Grande Caravane (Wagon Train)
  - Saison 7, épisode 25 The Duncan McIvor Story
- 1964 : Les Monstres (The Munsters)
  - Saison 1, épisode 9 Tiens, voilà Charlie ! (Knock Wood, here comes Charlie) de Lawrence Dobkin
- 1965 : Monsieur Ed, le cheval qui parle (Mister Ed)
  - Saison 6, épisode 1 Ed the Counterspy d'Arthur Lubin
- 1965 : Laredo
  - Saison 1, épisode 13 Pride of the Rangers
- 1966 : Daniel Boone
  - Saison 2, épisode 16 Gabriel
- 1966 : L'Île aux naufragés (Gilligan's Island)
  - Saison 2, épisode 29 The Friendly Physician de Jack Arnold
- 1967 : Batman
  - Saison 3, épisode 3 The Wail of the Siren de George Waggner
- 1968-1969 : Bonanza
  - Saison 9, épisode 34 Stage Door Johnnies (1968) de William F. Claxton
  - Saison 11, épisode 11 Dead Wrong de Michael Landon
- 1971 : Mannix
  - Saison 5, épisode 6 Days beyond recall de Jud Taylor
- 1971 : Gunsmoke ou Police des plaines (Gunsmoke ou Marshal Dillon)
  - Saison 17, épisode 7 Trafton
- 1973 : Kung Fu
  - Saison 1, épisode 13 Superstition de Charles S. Dubin
- 1977 : Switch
  - Saison 2, épisode 21 Three for Money
- 1978 : Drôles de dames (Charlie's Angels)
  - Saison 3, épisode 10 Mauvais caractère (Mother Angel) de Don Chaffey
- 1983 : L'Île fantastique (Fantasy Island)
  - Saison 6, épisode 9 Naughty Marietta / The Winning Ticket et épisode 22 Love Island / The Sisters